# The Beautiful Life
The Beautiful Life (conosciuta anche come The Beautiful Life: TBL) è una serie televisiva statunitense in onda su The CW a partire dal 16 settembre 2009. La serie gira attorno a un gruppo di modelle e modelli che vivono a New York. Mike Kelley ha lavorato come showrunner della serie, sulla base della sceneggiatura di un'ex modella e Ashton Kutcher è stato il produttore esecutivo.
Per la prima stagione l'emittente televisiva della serie la The CW aveva ordinato 13 episodi, ma la serie è stata cancellata dopo messa in onda dei primi due episodi. Sui 13 episodi previsti solo 6 sono stati effettivamente realizzati, la cancellazione della serie è avvenuta durante le riprese del settimo episodio. I primi cinque episodi della serie, sponsorizzati da HP, sono successivamente stati pubblicati su un canale ufficiale di YouTube tra il 15 e il 18 dicembre 2009.

## Trama
Raina Marinelli è una bellissima e giovane modella con un passato segreto, Chris Andrews è un attraente ragazzo di campagna dell'Iowa. Quando Raina lascia il segno durante una sfilata che presenta la nuova linea dello stilista Zac Posen, toglie i riflettori dalla sua amica Sonja, che è stata lontana dagli Stati Uniti per motivi misteriosi e che adesso cerca di recuperare la sua notorietà come supermodella.
Mentre Raina e Sonja sono in prima linea nel mondo della moda, Chris sta appena iniziando a prendervi parte, dato che è stato appena scoperto dall'agente Simon Lockridge della Covet Modeling Agency, di proprietà dell'ex-supermodella Claudia Foster: al suo primo servizio fotografico, la scarsa esperienza di Chris mette quasi in pericolo l'inizio della sua carriera, ma Raina arriva in suo soccorso e lo fa rilassare mostrandogli come lavorare.
Raina porta poi Chris al grande appartamento dove vive con altri giovani in cerca di successo, come Marissa Delfina, Egan, Issac e Cole. Ad una festa esclusiva, Chris rimane colpito dalla generosità di Raina, che si assicura che l'amica Sonja ottenga un lavoro per far risorgere la sua carriera. Ma dopo una terribile scena con Simon, Chris si chiede se riuscirà a sopravvivere nel mondo degli eccessi e della fama volatile.

## Episodi
| Stagione       | Episodi | Prima TV originale | Prima TV Italia |
| -------------- | ------- | ------------------ | --------------- |
| Prima stagione | 5       | 2009               | inedita         |